# 咲野瑞希
咲野 瑞希（さきの みずき、1999年10月6日 - ）は、日本のAV女優。

## 略歴
2021年12月7日、MAX-AからAVデビュー。所属事務所はディアスグループ。
2022年12月1日、DMM GAMES「クリムゾン妖魔大戦 新キャラクター声優公開オーディション」にエントリー。
2023年2月より専属を離れ、企画単体女優となる。
2023年9月29日公開『変態園芸 股間を耕す女たち』で映画初出演、初主演。
2025年7月31日、SNSにて12月末をもっての引退を表明。

## 人物
- 趣味は猫カフェ巡り、ゲーム。猫カフェは定額制のサービスに加入して、3日に1回のペースで通っている。特に好きな猫はアメリカン・ショートヘアやマンチカンを挙げている。ゲームは自身がプレイするのも他人のゲーム実況動画を見るのも好き。毎朝YouTubeでゲーム実況動画を見るのがルーティンとなっている。
- 特技は弓道で、高校生の頃は女子弓道部の部長を務めていた。段位は取得していないが、規模の小さな大会の団体部門で2位や3位を獲得したこともあるという[5]。
- デビュー前は地元の自動車工場で経理として3年ほど働いていた。経理の仕事は好きだったが、自宅から近隣にある会社へ通うだけの人生に不安を感じ、ちょうど4年目に入る頃に思いきって会社を退職。興味のあったAVの世界へ飛び込むために上京。これを機に念願だった一人暮らしを始めた[5]。
- 好きな異性のタイプは、向上心のあり、年上のダンディーな男性。そのため、基本的に同年代や年下は恋愛対象にはならない。（ただし、相手が大人な人なら同年代や年下でも可とも語っている。）初体験は高校2年生の時に自身の家で男子弓道部の部長と経験した[5]。

## 作品

### アダルトビデオ
- 転生シンデレラガール スプラッシュデビュー 咲野瑞希（12月7日、MAX-A）

- 無限∞潮吹き & 放尿メガスプラッシュ 咲野瑞希（1月4日、MAX-A）
- 本能を呼び覚ます覚醒3本番 咲野瑞希（2月1日、MAX-A）
- 官能小説 嫁と義父 ～美人妻、偽りの愛と真実の恋～ 咲野瑞希（3月1日、MAX-A）
- シン・限界突破 ～絶頂絶叫潮吹きモンスター誕生～ 咲野瑞希（4月5日、MAX-A）
- リアルで「素」の反応がいっぱいな恋愛ドキュメントデートでキュンキュンするほど感じちゃう初めての中出しセックス!! 咲野瑞希（5月3日、MAX-A）
- MAX-A30周年記念作品 18禁ハーレムハウス 咲野瑞希 最上一花 大槻ひびき 波多野結衣 浜崎真緒（5月3日、MAX-A）
- 一泊二日 射精無制限おもてなし中出しソープの宿 220分SPECIAL 咲野瑞希（6月7日、MAX-A）
- 制服狩り エステティシャン編 咲野瑞希（7月5日、MAX-A）
- お酒を飲んで性欲解放! エロカワ酔っ払い女子のアドリブドキュメントSEX 咲野瑞希（8月2日、MAX-A）
- 媚薬捜査官 × 緊縛ボディドール 咲野瑞希（9月6日、MAX-A）
- チ○ポ馬鹿になっちゃうまで甘サド美少女で痴女られたい!! 咲野瑞希（10月4日、MAX-A）
- シン・イカセバトルロワイヤル 咲野瑞希 浜崎真緒（12月6日、MAX-A）

- 清楚系なのに潮吹きすんごい22歳美脚OL みずき (22)（2月3日、SUKESUKE）
- 私が何をしたっていうの? 豹変した父の部下に犯されて…。 咲野瑞希（3月20日、プラネットプラス/七狗留）
- お尻のきれいな素人お嬢さん! 絶対入れないんで、パンティ越しに股間こすり合わせてみませんか? 恥ずかしいのか発情してるのか、頬は真っ赤でパンティはグチョグチョ! 勝手に生チンポロリして先っぽ3cmめり込むくらいグリグリ! 「あっだめっ、、入っちゃいそう… ぬぷぅっ!」（3月24日、赤面女子）
- 欲求不満ドM奥さん 「今日ここにきたのはイカせてくれない旦那さんのせいです…」 凄テクと上反りチ●ポで中イキ昇天 咲野瑞希（3月25日、Shark）
- ≪普段なら絶対ついて行かないのに≫ 作り笑顔で強がってるけど大好きな人にフラれて… 寂しくて、ナンパ師について行っちゃった女の子。 ≪※超お漏らし女子。≫ みずきちゃん（4月4日、ナンパJAPAN）
- 一般男女モニタリングAV × マジックミラー便コラボ企画‘ヌキ無しメンエス嬢を本気で感じさせるとSEXできる’という噂は本当か!? 高級メンエス嬢がお店に内緒で初めてのぬるぬるオイル生挿入中出し! しちゃった一部始終を完全盗撮! AV男優の巧みなデカチン誘惑でオマ○コの疼きが収まらずのけぞり連続絶頂!!（4月4日、DEEP'S）
- マジックミラー号 ハードボイルド デカチンの先っぽ3cmだけを挿入する過激な膣ケアエクササイズで敏感な膣口を刺激され続けるとご無沙汰妻は膣奥まで欲しくなってしまうのか!? 久々の快感にイキ捲る性欲爆発SEXは中出し1発だけでは終わらない 4（4月20日、サディスティックヴィレッジ）
- 性悪SchoolGirl Dominantに犯されてメスイキ! 敗北射精!! 咲野瑞希（5月9日、M男パラダイス）
- 濡れてテカってピッタリ密着 神競泳水着 咲野瑞希  ロリ可愛い女子の競泳水着姿をじっとりと堪能! 着替え盗撮から始まり貧乳から巨乳にパイパン、ハミ毛、ジョリワキ等のフェチ接写やローションソーププレイや競泳水着ぶっかけ等を完全着衣で楽しむAV（5月11日、親父の個撮）
- 素人ガチレズビアン みづきーなのAV女優狩り 咲野瑞希 岬あずさ 望月あやか（5月11日、ROCKET）
- テントの中に連れ込まれた友達を助けれず2人同時にまわされた女子キャンパー（5月11日、ナチュラルハイ）
- 人妻ナンパ中出しイカセ 39 お台場編（5月12日、ホットエンターテイメント）
- パンスト穴あけ指入れ痴漢でねっとり膣内をほじられ本気汁が滴るほど感じまくる美脚女（5月25日、ナチュラルハイ）
- 背が高くてスレンダーなチ●ポ好き美人OL オヤジピストンで腰がワナワナ連続ハメ潮吹きファック! 咲野瑞希（5月27日、オイスター海運）
- 意地悪痴女な長身小悪魔後輩に毎日アナルまで弄ばれる理想のM男生活。咲野瑞希（6月6日、MEGAMI）
- 誘惑レズビアン ～Fカップ素人モデルを誘う女流カメラマン～ 卯水咲流 咲野瑞希（7月4日、U&K）
- マジメな国立大に通うカワイイ女子大生がエロ恥ずかしい素股焦らされ体験! パンティ布越しにデカチン先っぽ3cm挿入!! 敏感なおま○この入り口だけをグリグリされて奥まで挿れて欲しくなっちゃってスケベ汁溢れるワレメにヌルっと生挿入! 膣奥直撃生ハメ激ピストン!! キュンキュン絞まりイキするJDおま○こに連続中出しSP（7月14日、赤面女子）
- 媚薬チ○ポを即ハメされ仕事中にもかかわらず絶頂が止まらないタイトスカート美尻OL 2（7月20日、ナチュラルハイ）
- 夫と離婚して帰郷した日、10年ぶりに地元で再会した元カノと… 離婚帰郷レズビアン 月乃ルナ 咲野瑞希（8月8日、ビビアン）
- JOI 私の前でしか精子出しちゃダメッ ちんシコ誘惑サポート 一緒にオナニーしよっ（8月15日、プリモ）
- 素人バラエティ募集素人若奥様マシンバイブチャレンジ! 最後まで潮を吹かなかったら100万円! 負けたら中出しSEX! Vol4（9月7日、サディスティックヴィレッジ）
- 部屋連れ込み隠し撮りSEX そのまま勝手にAV発売 21（9月15日、DOC）
- 盗撮、睡眠輪●、襲撃中出しレ×プ、集団わいせつ… 狙われた現役アイドル。悲惨すぎる握手会イベント。鬼畜行為で壊された4名（9月22日、ハラスメント）
- 産後処女を奪われ一度イッたら長時間アクメで痙攣が止まらないイキッぱなしベビーカー妻 13（10月12日、ナチュラルハイ）
- キャンギャル狂想脚 咲野瑞希（10月17日、ミル）
- 顔出しMM号 女子大生限定 ザ・マジックミラー 勝てば100万円! 負ければ即ハメ! 日米対抗野球拳! 海外デカち○ぽをぶち込まれ何度イってもやめてくれないガン突きピストン! 全員生中出し!!（10月17日、DEEP'S）
- クスリを飲まされ女体炎上! 人目も気にせず全裸オナニーでイキ漏らす野外アクメ女（10月26日、ナチュラルハイ）
- 愛人 & 不倫相手にしたい…。気になる隣の人妻 咲野瑞希（10月27日、h.m.p）
- レズ専用マッチングアプリ ～いまどきビアンのセックスアプリ～（11月7日、U&K）
- 最終電車で痴女とまさかの2人きり! 向かいの座席でパンチラしてくるホロ酔い美脚女の誘惑で勃起したらヤられた VOL.4（11月9日、DANDY）
- 淫語コンビニOPEN（12月7日、ROCKET）
- 究極JOI マスターベーションインストラクションSP2（12月7日、ROCKET）
- わたし黒人さんと交尾がしたい! ゴツい男に犯されたい! 性欲 満タンムッチリお姉さん黒人チ●ポに狂喜のドハマり! 咲野瑞希（12月19日、ミスマッチ/妄想族）
- 顔出し解禁!! マジックミラー便 働く女の最高峰! 大手航空会社のキャビンアテンダント 黒パンスト素股編 vol.02 8人全員極上SEXスペシャル!! 美脚をおっ広げて赤面まんコキ! 濡れ出したCAオマ○コにヌルっと挿入!（12月19日、DEEP'S）
- 媚薬拘束放置 自由を奪われたまま絶叫発情する脳バグ中出しJ〇（12月21日、ナチュラルハイ）
- こたつの中で彼氏の妹に媚薬手マンでイカされた快感が忘れられず追い媚薬をねだるキメレズ狂い女 2（12月21日、ナチュラルハイ）
- 人妻REC 同じアパートに引っ越して来た人妻の超際どい恰好がドストライクで偶然を装って毎日盗み見していた事が既にモロバレだったらしく…「君… 私の下着に興味あるんでしょ?」と言いながら最近ご無沙汰でオンナを忘れがちの人妻は自分を見て興奮してくれた年下男子のフル勃起チ○ポを見逃す事が出来ない!! 2（12月22日、h.m.p）

- ガチンコ全裸レズバトルリターンズ 4 咲野瑞希 本田瞳 もなみ鈴 蘭々（1月11日、ROCKET）
- 潮吹きマジックミラー号 水着ギャルが初めての潮吹きで連続イキ! オイルマッサージで勝手に指入れされて感じまくる押しに弱いギャルは中出しも断れない!? 2（1月11日、ナチュラルハイ）
- 一般男女モニタリングAV ラブラブカップル限定 影絵に挑戦! ドキドキ寝取られシルエットクイズ! 2 布越しに彼氏に見られているのに女子大生がデカチンSEXで生中出し!（1月23日、DEEP'S）
- 【盗撮】看板の無い マンション型メンズエステ（1月26日、h.m.p）
- 一般男女モニタリングAV 航空会社で働く同僚ドッキリ企画特別編 全員美人キャビンアテンダント! ステイ先のホテルで美脚の女先輩と後輩男子が2人っきりでまさかまさかの相部屋宿泊! 次々と巻き起こるエッチなハプニングで急接近した男女が会社に内緒の生ハメセックス! 翌日のフライトも忘れ没頭のけ反りイキした2人は中出しまでしてしまうのか!?（2月6日、DEEP'S）
- 運動部女子痴漢 部活中にハメ潮するほど突きまくれ! ～弓道部 / バトン部 / バスケ部～（2月22日、ナチュラルハイ）
- 肛門クンニ大好き女子の突然のアナル見せ誘惑（2月23日、h.m.p）
- イキすぎてお漏らししちゃう エッチが好きすぎる美尻お姉さん ドM変態オヤジにぶっかけ放尿! 咲野瑞希（2月27日、オリンポス）
- ペイント沈没レディ 咲野瑞希（3月7日、バミューダ）
- こっそり服の中で乳首いじり痴漢され電車内でレズイキさせられた美乳女 2（3月7日、ナチュラルハイ）
- MILU - キャンギャル狂想脚アメイジング（3月19日、ミル）
- 同窓会に出席する元いじめられっこ催眠男に密着取材! ムカつく女子たちを洗脳・寝取り・中出し… 28歳ボクの復讐物語（3月20日、ナチュラルハイ）
- 同じマンションの奥様に声掛けて自宅連れ込み人妻ナンパ 不倫に乾杯（3月22日、h.m.p）
- のぞき見人妻レズビアン ～白昼オナニー妻に誘われるご近所ビアン～ 友田彩也香 咲野瑞希（4月16日、U&K）
- 超攻撃的なパンスト接写＆足コキオナニー（11月5日、マックス・エー）
- 人気 AV 女優が挑戦！オシッコ我慢潮吹きアクメ自転車がイクッ！弥生みづき 咲野瑞希（11月21日、SHIGEKI）

- みづきーなにレズテクで勝ったら1000万円（2月6日、ROCKET）
- クンニながら学園 勉強中の女子○生たちがマ○コを突如現れる‘顔面’に惜しげもなく押し付けられる学校（2月20日、SODクリエイト）
- 性感帯直撃レズエステ 綺麗なエステティシャンのお姉さんに… 敏感な部分を超いやらしく触られて… 初めて女の手でイカされてしまいました。（4月24日、オフサイド）
- ハニカミキャンプ旅行 最初は緊張したけど…外でハグしてキスしたら…一気に距離が近づいてキャンピングカーで何度も身体を重ね合った24時間限定の恋人デート 皆月ひかる 咲野瑞希（5月22日、凸凹はぁと）

### アダルトVR
2022年
- MAX-A30周年記念VR & DVDコラボ作品 いきなり過ぎて何が起きてるのかわからないまま夢のハーレム! 突然チョー贅沢6P! 咲野瑞希 最上一花 大槻ひびき 波多野結衣 浜崎真緒（5月4日、MAX-A）
- 咲野瑞希が突然ボクの家にやって来て本番!? 目の前でビックリするほど大量潮吹き推定1リットル31発射! 最後まで優しくリードしてくれました♡（10月5日、MAX-A）

2023年
- 【接吻狂い】の美巨乳スレンダーBODYリピート率No.1泡姫によるベロチュウの嵐! 濃厚KISSフルコース＆アクメ連発の早漏敏感痙攣おま○こで一滴残らず精液搾取! 【淫手コキ・口内射精2発・挟射・中出し3発射】【発射無制限! 生中出し無限キス高級ソープ】  咲野瑞希（11月5日、こあらVR）

2024年
- シンプルにヌケるが一番! 誘惑のボディーパーツを見抜けるVR。変態痴女編!（3月15日、MILU VR）

### アダルト配信
- マジメな工場女子がギャップあり過ぎ潮吹き面接（3月13日、投稿マーケット素人イッてQ）
- さき（7月2日、ION デートNOW!!）
- 美月（7月10日、ION イイ女を寝取りたい）
- みずき（8月25日、素人道）

- 【スレンダーボディに豊潤なオッパイ(やらしいホクロ付き)、エロ美しい躰で夫以外の男も虜にする罪つくり妻】大切な妻を赤の他人に寝取らせてみたら…【みずき (24) / 結婚2年目】（1月16日、ドキュメントdeハメハメ）
- 無限暴発潮姫 みずき《セフレもチ●コも狙った獲物は逃さない! 食って食われる肉感Fuck》本カノ昇格を狙う肉食系純情OLとほろ●いデート♪ / 酒で感度爆上がりのマ●コから、イキ潮・ハメ潮・オナ潮大放出で全身びっっしょ濡れ…!! 中出し精子も天然おつゆで追い出し妊娠予防完璧(笑) / 乾いた身体にゃ酒が一番! 飲酒騎乗位で入れた酒を下の口から全部噴く!! ホテル水没必至の早漏激潮乱舞に刮目せよ!!!【しろうとハメ撮り＃みずき＃24歳＃有名商社の受付嬢】（1月18日、MOON FORCE）
- 【膣トレで感度爆上がり→推定1.5L超え鬼潮吹き】引き締まった美ボディインストラクターは、ペットボトルを持ち上げるキツキツ膣トレマ●コの持ち主! 感度良すぎて手マン潮吹きが止まらないw グッポリ喉奥フェラは吸い付きがヤバい!! キツすぎマ●コに挿入しても潮が溢れ出る! 中出ししても潮で流されちゃうエロガールとパコりまくり!!!【PornGirl.9】 misaki 22歳 Porn Girl & ヨガインストラクター（1月21日、街角シロウトナンパ）
- 百戦錬磨のナンパ師のヤリ部屋で、連れ込みSEX隠し撮り 274 みずき 22歳 配送工場の仕分けスタッフ　　マッチングアプリで出会った顔良しノリ良し美少女を家に連れ込みイチャラブSEX! 脱がしたらスレンダー巨乳でスタイルも良し! 行為の最中に交わされる会話がリアルで可愛い!!（1月31日、ナンパTV）
- 【すらっとスタイル美人】最初は少し抵抗があったがキスをされると一気にスイッチが入り… 潮も吹きイキまくる ネットでAV応募→AV体験撮影 1940 瑞希 22歳 事務職（2月13日、シロウトTV）
- 【ガチ潮スレンダーエロ乳FカップOLの床上浸水P活!!】 微エロOP専門 (手コキ & オナ見せ)が基本の下着売り美女OLとマッチング!! オナサポという名の手マンで激潮体質… 完全開眼!! スレンダー神スタイルの極上ハイスペ美女の間欠泉マ○コ!! もう生挿入で栓するしかないでしょww みず 23歳 / スレンダー敏感F乳の大量お漏らし暴発しお吹き美女!! 床上浸水警報発令中!!（2月25日、プレステージプレミアム）
- みなみ（3月1日、Cullet）
- ※想像の5倍は潮吹きます!! 【手マンで!! 生チンで!! なんでも潮吹くビチョ濡れOL!!】【美形×美乳×美クビレ × 美尻のド淫乱クワトロ!!】【セフレと●いどれハメ撮りで潮吹きブースト加速!!】【ダダ洩れて春!! 床上浸水不可避の潮吹きを刮目せよ!!】神が与えし痙攣しお吹きマ○コ!! ギフテッド美女OLがセフレを攻めて攻められ床上浸水ハメ撮り3搾精!! 【ハメ撮りとれちゃいました：16】 性欲 & おま○こダムが絶賛バグり中!! ドちゃシコえろ潮乱発の神スタイル美女OLに三発射!! / みずき 23歳（3月4日、プレステージプレミアム）
- みずきさん (oreco260)（3月13日、俺の素人-Z-）
- 【潮吹き社長令嬢】おしとやかな清楚系OLは朝も夜も父の会社でも、触れた瞬間おマ●コ決壊!! 突けば突くほど溢れだす潮! 潮!! 潮!!! もう誰にも止められない潮まみれビチャビチャセックス!!! 咲野さん / 建設会社 営業 (社長令嬢) / 入社3年目（4月30日、プレステージプレミアム）
- ラグジュTV 1674 ほのか 24歳 秘書  『プライベートでは出来ないようなセックスがしたくて…』 潮吹きが止まらない! 清楚で可憐な美女が感度の良すぎる色白ボディーから淫汁を大噴射! 辺り一面を濡らしまくりイキ乱れる!（5月14日、ラグジュTV）
- みずき (scute1369)（5月18日、S-Cute）
- みずき 2 (scute1370)（5月26日、S-Cute）
- みずきさん 【最初からパンツ見えてるメンエス嬢には下心抱かないと逆に失礼っしょ? お互いの性欲ぶつけ合いマッチングマッサージ!】 鼠径部の施術がエグい嬢… 好きでやってるね？もう好きにしてー!と委ねたら勝手に挿入して気持ち良くなっているので僕も勝手に中出し!（6月26日、ドキュメントdeハメハメ）
- みずきちゃん (oreco364)（7月10日、俺の素人-Z-）
- 【アフターピル潮で中出し精子全滅w園児の頃からオナってる田舎娘と汁だく上書きFuck】不毛な恋を捨てるためハメ撮りに応募してきた新卒OLに中出し & 顔射! 性知識豊富な生粋のエロ好き女を責めると… 嬉潮ブッシャァァー! 神美体くねらせ連続マジイキ!! 潮と精子で過去を清算する3連戦!!! 【あまちゅあハメREC＃みずき＃新卒OL】（8月1日、MOON FORCE）
- MIZUKI (oreco428)（8月16日、俺の素人-Z-）
- 夫の不倫が許せなくて… 元女子アナ美人妻が腹いせに仕返し不貞性交! 『潮噴きしてみたい…///』威きり勃つ他人棒 & おもちゃでGスポ刺激… 噴水の如くイキ潮まき散らしながら痙攣絶頂→子作り未経験の子宮に旦那以外の濃厚ザーメン中出し! 『サレ妻』から『シタ妻』へ。背徳の刺激や快楽を味わい尽くす…!【さき/25歳/結婚2年目】（8月28日、MOON FORCE）
- みずにゃん (oremo011)（9月6日、俺の素人-Z-）
- スレンダードスケベ潮吹きサ活女子!! あすかちゃん (23) @恵比寿（9月6日、はめちゃん。）
- さき (srtf075)（9月9日、素人道）
- いっか（9月20日、素人ホイホイpower）
- 【個人撮影】くせ毛の可愛らしい制服女子とP活_恥じらいながらもベッドがビチャビチャになるまで乱れてくれました。（10月15日、インディ）

- 【朝まで抱いても飽きない体】生唾飲み込むエロいボディラインに距離感近めのコミュニケーション。港区の上級女子が一晩中マ●コの奥突かれて潮吹きまくりでイキ狂う! みずき フリーのモデル（1月9日、プレステージプレミアム）
- マジ軟派、初撮。 2009 みずき 23歳 自動車の部品会社の事務  可愛いOLさんを蒸し風呂状態の新宿でナンパ! スーツをビシッと着こなす見た目とは裏腹に蓋を開ければ天然どすけべちゃん! メリハリボディからスコールのごとく大量潮吹き!!（1月14日、ナンパTV）
- 同僚の年下男を捕獲するセクシー美巨乳OL【みずき/24】ビシャビシャ潮吹き他人の家で醜態さらしまくりエロ女!（2月2日、ドキュメントdeハメハメ）
- 【大和撫子がアヘ顔絶頂】美巨乳Fカップで色白ボディの清楚系美女さんを屈強な肉棒4本で綺麗なお顔もマ●コもグチョグチョにしてあげましたwww【裏垢女子をコテンパン】 りぃあ（3月6日、まんまんランド）
- ＜快感一瞬、後悔一生のメンタル崩壊＞ 彼に従順な彼女。今回寝盗る子は浮気経験0の純朴彼女。彼とはSEXレスで解消する為にAV出演。少しでも男優が激しく触れればありえない程の潮を撒き散らし超痙攣を我々に魅せる。おま●こに彼氏以外のち●ぽを挿入されれば背徳心と羞恥心、罪悪感の中で快感が突き抜けビクビクと鬱イキを繰り返す。心も体もデカマラに蝕まれる中最後には…背徳鬱ボッキ注意! さおりさん 25歳 事務職（3月27日、NTR.net）

### イメージビデオ
- Mizuki Freshly bloom 咲野瑞希（2022年2月17日、REbecca）

### デジタル写真集
2022年
- Mizuki Freshly bloom 咲野瑞希（5月15日、REbecca）

2023年
- 巡り合い 【グラビア写真集】 咲野瑞希（2月10日、プレステージ出版、撮影：C:TAKERU）
- 巡り合い 【ヌード写真集】 咲野瑞希（2月10日、プレステージ出版、撮影：C:TAKERU）
- 絶対的スーパーナチュラルポーズブック 咲野瑞希（6月30日、プレステージ出版、撮影：C:TAKERU）

2024年
- 絶対的セクシーポーズブック 咲野瑞希（3月22日、プレステージ出版、撮影：C:TAKERU）

## 出演

### 舞台
- 劇団DUO福斗清☆「絶対にNTRれないオ・ト・コ」（2022年10月26日、三栄町LIVE STAGE）
- 沼地にてほころぶ（2024年7月11日 - 13日、BAR Garigari）映像出演 [6]

### テレビドラマ
- 桃色探訪〜伝説の風俗〜　第12弾（2023年8月12日、チャンネルNECO）[7]

### 映画
- 変態園芸 股間を耕す女たち（2023年9月29日、オーピー映画）- 三重田純 役[8]
  - 此処に花あり（2023年12月4日、オーピー映画）※再編集版[8]